# Гребенщиков, Святослав Игоревич
Святослав Игоревич Гребенщиков (род. 1 июня 1994, Санкт-Петербург) — российский хоккеист, нападающий.

## Биография
Отец был военным. Гребенщиков родился на Камчатке, затем с семьёй переехал в Челябинск. На коньки встал в Троицке, с шести лет — в школе «Трактора». В возрасте восьми лет оказался в Санкт-Петербурге. Начинал заниматься в «Спартаке», с сезона 2005/06 — в СКА. С сезона 2011/12 — в команде МХЛ «СКА-1946». Дебютировал в КХЛ в конце августа 2015 года, сыграв в домашних матчах против «Динамо» Минск (2:1) и «Торпедо» НН (1:3). С тех пор провёл за СКА только один матч и 27 октября 2016 года перешёл в «Сочи». 13 декабря 2017 года вернулся обратно в обмен на денежную компенсацию. Провёл два года в команде ВХЛ «СКА-Нева». 27 июня 2019 года Гребенщиков, Иван Ларичев и Данила Квартальнов были обменяны в «Витязь» на Илью Рычкова и Кирилла Кирсанова. 20 апреля 2020 года продлил контракт на два года. Не смог заиграть в системе Юрия Бабенко и был отправлен в ВХЛ в фарм-клуб «Рязань». В ноябре 2021 года после расторжения контракта с «Витязем» подписал одностороннее соглашение до конца сезона с «Амуром», где главным тренером был работавший с Гребенщиковым в «Сочи», «СКА-Неве» и «Витязе» Михаил Кравец. Конец сезона отыграл в шведском «Вестеросе». 8 мая 2022 подписал однолетний контракт с «Адмиралом». 14 декабря был внесён клубом в список отказов, 23 декабря заключил двусторонний контракт до конца сезона со СКА.

## Личная жизнь
Жена Марина — родственница Алексея Мельничука. Дочь (род. 31 октября 2019).